# Huta Laura (Siemianowice Śląskie)
Huta Laura (potocznie pol. i śl. Laurahuta; niem. Laurahütte) – dawna gmina na obszarze Siemianowic Śląskich, która była położona w południowej części miasta, w granicach dzielnicy Centrum. 
Powstała jako konglomerat kilku osiedli patronackich powstałych przy wybudowanej w latach 1833–1835 hucie „Laura” (później „Jedność”), w tym m.in. kolonii: Grabie, Hugo, Neu Berlin i Wanda. 14 maja 1873 utworzono obszar dworski Laurahütte (Huta Laura), który 22 stycznia 1890 przekształcono w samodzielną gminę. Z dniem 2 maja 1922 Rząd Pruski połączył gminy Huta Laura i Siemianowice, tworząc gminę Laurahütte-Siemianowitz (pol. Laurahütte-Siemianowice), natomiast 9 lutego 1927 na mocy ustawy Sejmu Śląskiego gminę Huta Laura-Siemianowice przemianowano na Siemianowice Śląskie.

## Historia

### Początki i rozwój do 1918

Rejon Huty Laura (1914)

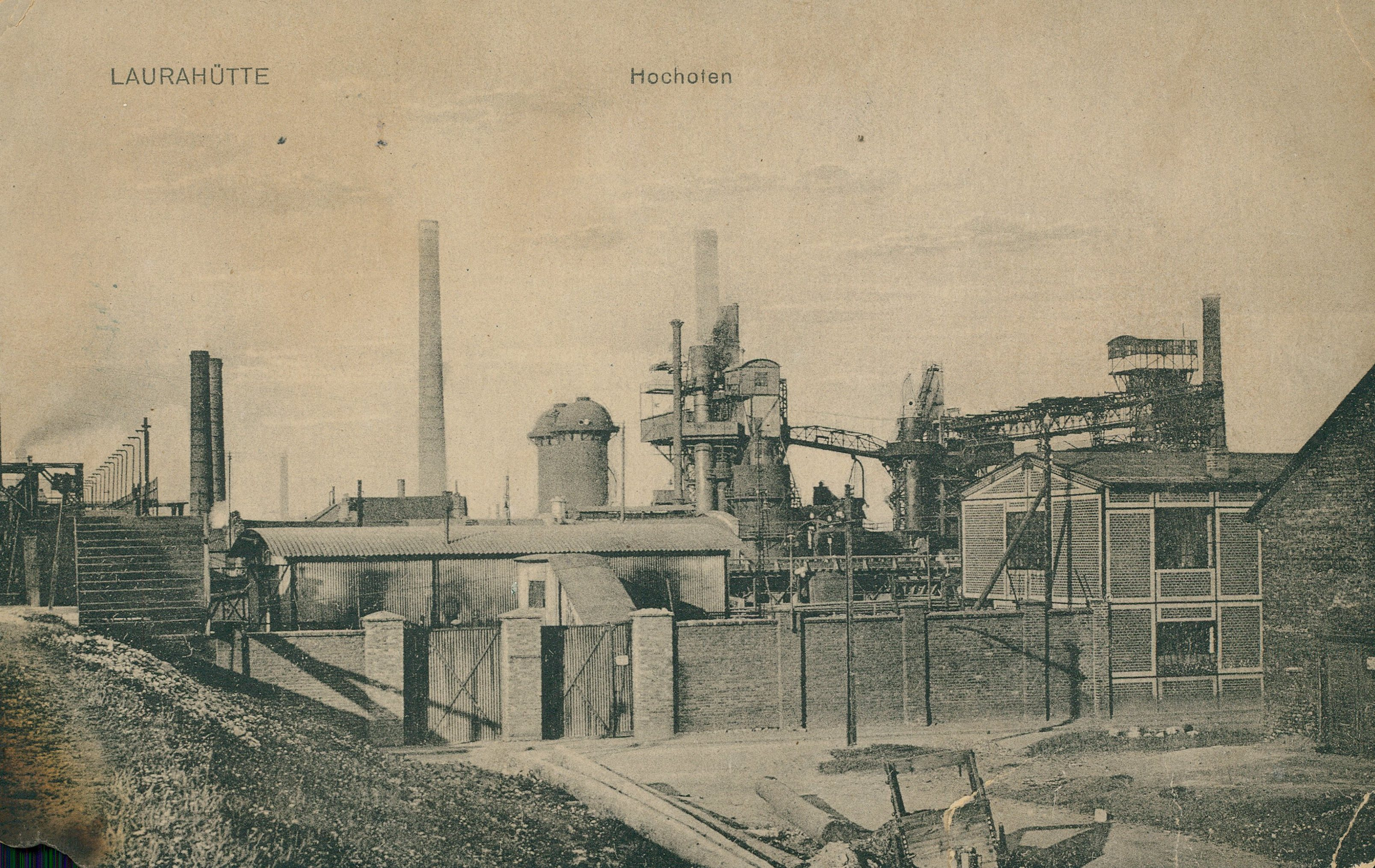
Wielki piec huty „Laura” (1919)

Początki gminy Laurahuta wiążą się z założeniem w latach 1833–1835 huty „Laura”, której pełne uruchomienie nastąpiło w 1839. Zabudowa mieszkaniowa dla robotników i urzędników przy zakładzie zaczęła powstawać od połowy lat 30. XIX wieku na wydzielonych z siemianowickich dóbr rycerskich terenach dominalnych hrabiego Hugo Henckla von Donnersmarcka. Trzy pierwsze drewniane domy mieszkalne powstały w 1838. W późniejszym okresie w miejscowości powstały liczne budynki czynszowe, biurowe oraz fabryczne. W 1842 powstała pierwsza laurahucka szkoła – obecnie Szkoła Podstawowa nr 3 im. Tadeusza Kościuszki, natomiast w 1861 powołano szkołę ewangelicką. W latach 1854–1857 zbudowano przebiegającą przez Bytków, Laurahutę, Hutę Jerzego i dalej do Zawodzia sieć kolei wąskotorowej.
W 1868 w kolonii Hugo przy obecnej ulicy Jana Matejki została uruchomiona Fabryka Śrub i Nitów Fitznera, a w 1869 przy obecnej ulicy Fabrycznej powstała gazownia. W 1870 oddano do użytku szpital hutniczy, który znajdował się przy obecnej ulicy Jana III Sobieskiego. W 1871 Hugo I Henckel von Donnersmarck powołał spółkę akcyjną Vereinigte Königs- und Laurahütte (późniejsze Górnośląskie Zjednoczone Huty Królewska i Laura S.A. Górniczo-Hutnicza), a także powstał pierwszy laurahucki wodociąg, który był stopniowo rozbudowywany. 14 maja 1873 na wniosek zarządu spółki z dominium został wyłączony obszar dworski Laurahuta. Został on później, w dniu 22 stycznia 1890, przekształcony w samodzielną gminę z własnym magistratem. Ustanowiono również własny herb. Do nowej gminy włączono sąsiednie kolonie robotnicze, w tym m.in.: Grabie, Hugo, Neu Berlin i kolonię Wandy. Pierwszy laurahucki ratusz mieścił się w parterowym budynku. Nowy ratusz gminy Huta Laura, oddany do użytku 1 września 1897, istnieje do dziś przy obecnej ulicy Jana III Sobieskiego 2. W 1889 zelektryfikowano Siemianowice i Hutę Laura, w 1891 powstały w gminie pierwsze brukowane ulice, a w 1892 pierwsze latarnie gazowe. Pierwsze elektryczne oświetlenie laurahuckich ulic uruchomiono w 1898.
Pierwszy parowy tramwaj uruchomiono na trasie Laurahuta – Katowice 30 grudnia 1896, a od 1898 na tej trasie zaczął kursować tramwaj elektryczny (późniejsza linia 13). Od 25 lipca 1900 do 31 grudnia 2008 funkcjonowało również połączenie tramwajowe Huty Laura z Królewską Hutą (przez Alfred i Chorzów, linia 12). Pod koniec 1946 siemianowicki odcinek trasy tramwajowej przebudowano na tor normalny, zmieniając nieznacznie jej przebieg na korzyść huty „Laura” – biegnie ona do dziś wzdłuż ulicy Katowickiej do placu Skargi.
Liczba mieszkańców Huty Laura stale rosła: w 1895 Laurahutę zamieszkiwały 11 483 osoby, w 1900 – 13 571 osób, w 1905 – 15 114 osób, a w 1910 – 16 120 osób. Według danych z 1910 pod względem deklarowanego języka ojczystego, językiem polskim jako ojczystym posługiwało się 39,3% mieszkańców Laurahuty, językiem niemieckim 56,4% osób, językiem polskim i niemieckim 3,8% mieszkańców, natomiast 0,5% mieszkańców innym językiem. Spośród wszystkich ówczesnych gmin na terenie obecnych Siemianowic Śląskich, odsetek Niemców był tutaj największy. 
Przed powstaniem kościoła św. Antoniego z Padwy rzymskokatoliccy mieszkańcy Huty Laura przynależeli do parafii Krzyża Świętego w Siemianowicach, lecz z uwagi na ciągły przyrost liczby mieszkańców był on niewystarczający jak na ówczesne potrzeby. Zgodę na budowę nowego kościoła uzyskano w 1908, lecz wybuch I wojny światowej spowodował opóźnienie planów. Na kościół postanowiono przeznaczyć wybudowaną w 1914 halę. W maju 1915 erygowano kurację, a w 1919 parafię św. Antoniego z Padwy.

### Powstania śląskie i okres międzywojenny
Pierwsze powstanie śląskie Laurahucie wybuchło 17 sierpnia 1919. Z punktu zbornego pod kopalnią „Saturn” w Czeladzi powstańcy ruszyli do ataku m.in. na pocztę oraz na oberżę hutniczą przy obecnej ulicy Jana Matejki. Powstańcy w obawie przed okrążeniem przez niemieckie oddziały wycofali się za granicę do państwa polskiego. W 1920 wybuchło II powstanie śląskie. Wówczas to, w nocy 20 sierpnia 1920 powstańcy z trzech stron zaatakowali Siemianowice. Dzień później wydano rozkaz, że Huta Laura musi zostać oblegana – początkowo oblegało ją 400 powstańców. 23 sierpnia Huta Laura została już opanowana przez powstańców. 20 marca 1921 odbył się plebiscyt. W Hucie Laura za Niemcami oddano 6160 głosów, natomiast za Polską 3081 głosów. W nocy z 2 na 3 maja 1921 doszło do wybuchu III powstania śląskiego popartego strajkiem powszechnym. Oddziały laurahuckie, którymi dowodził Jan Lamper, wchodziły w skład rejonu III powiatu katowickiego. Huta Laura w trakcie III powstania śląskiego została zajęta przez powstańców. 
Pod koniec rządów pruskich, w maju 1922 połączono Hutę Laura z Siemianowicami, tworząc gminę Laurahütte-Siemianowitz (pol. Laurahütte-Siemianowice), którą w czerwcu tego roku włączono do Polski. Odtąd gmina nazywała się Huta Laura-Siemianowice. Z dniem 4 marca 1927, na mocy uchwały Sejmu Śląskiego, gmina Huta Laura-Siemianowice zmieniła nazwę na Siemianowice Śląskie. Gmina Siemianowice Śląskie została zaliczona do rzędu miast z dniem 23 czerwca 1932.

## Galeria

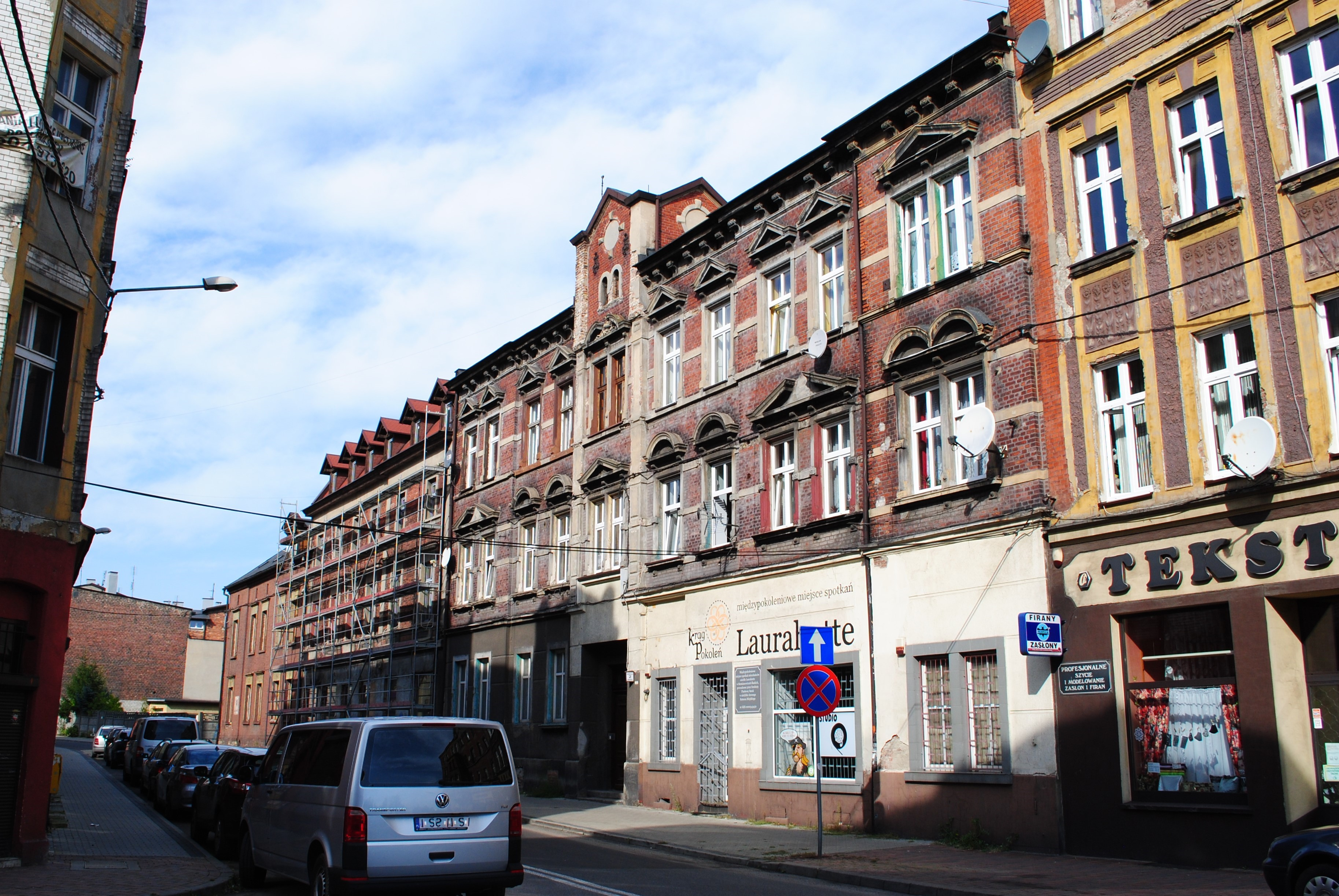
Ratusz dawnej gminy Huta Laura przy ulicy Jana III Sobieskiego 2
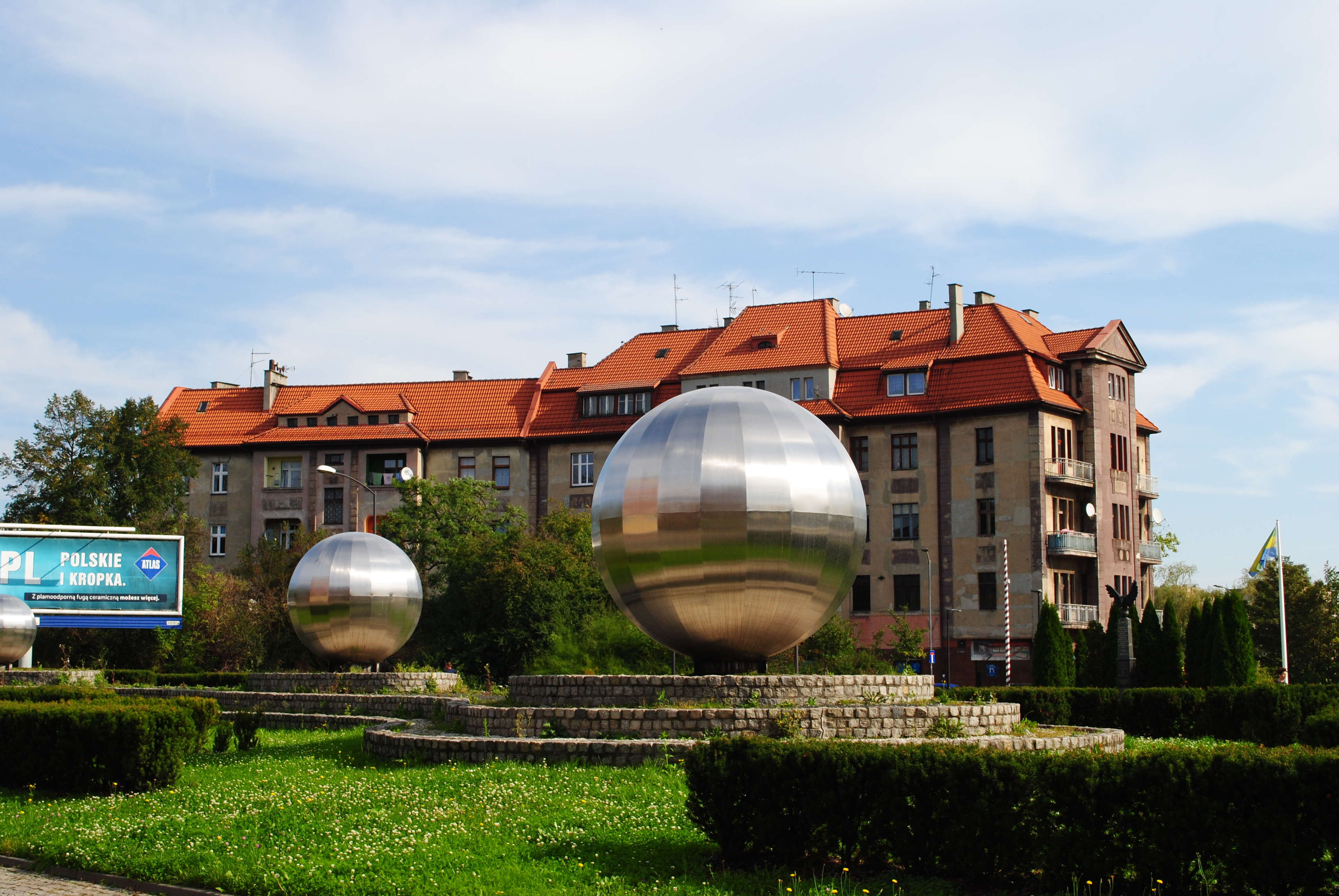
Fragment ronda przy placu Piotra Skargi
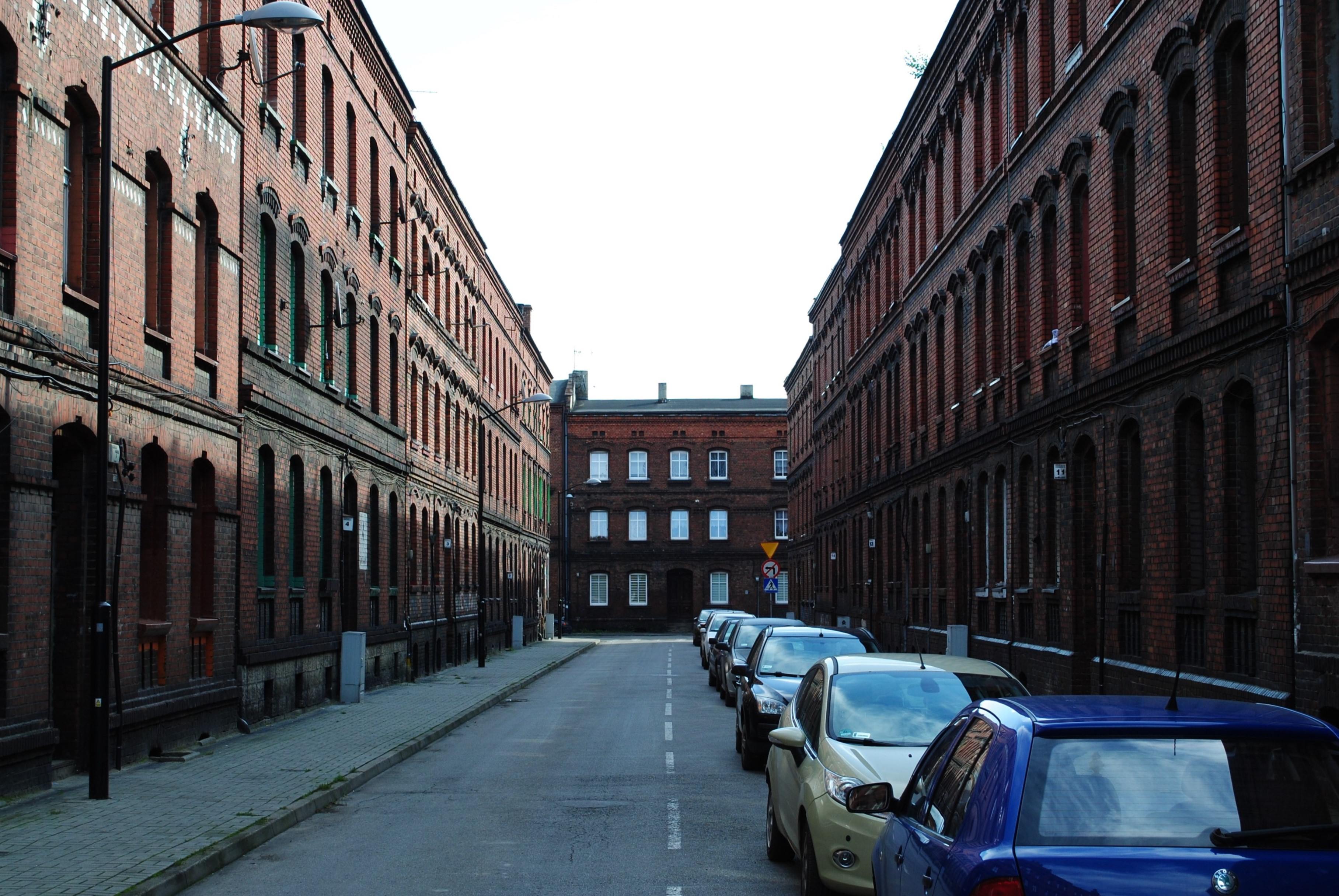
Ulica Karola Miarki
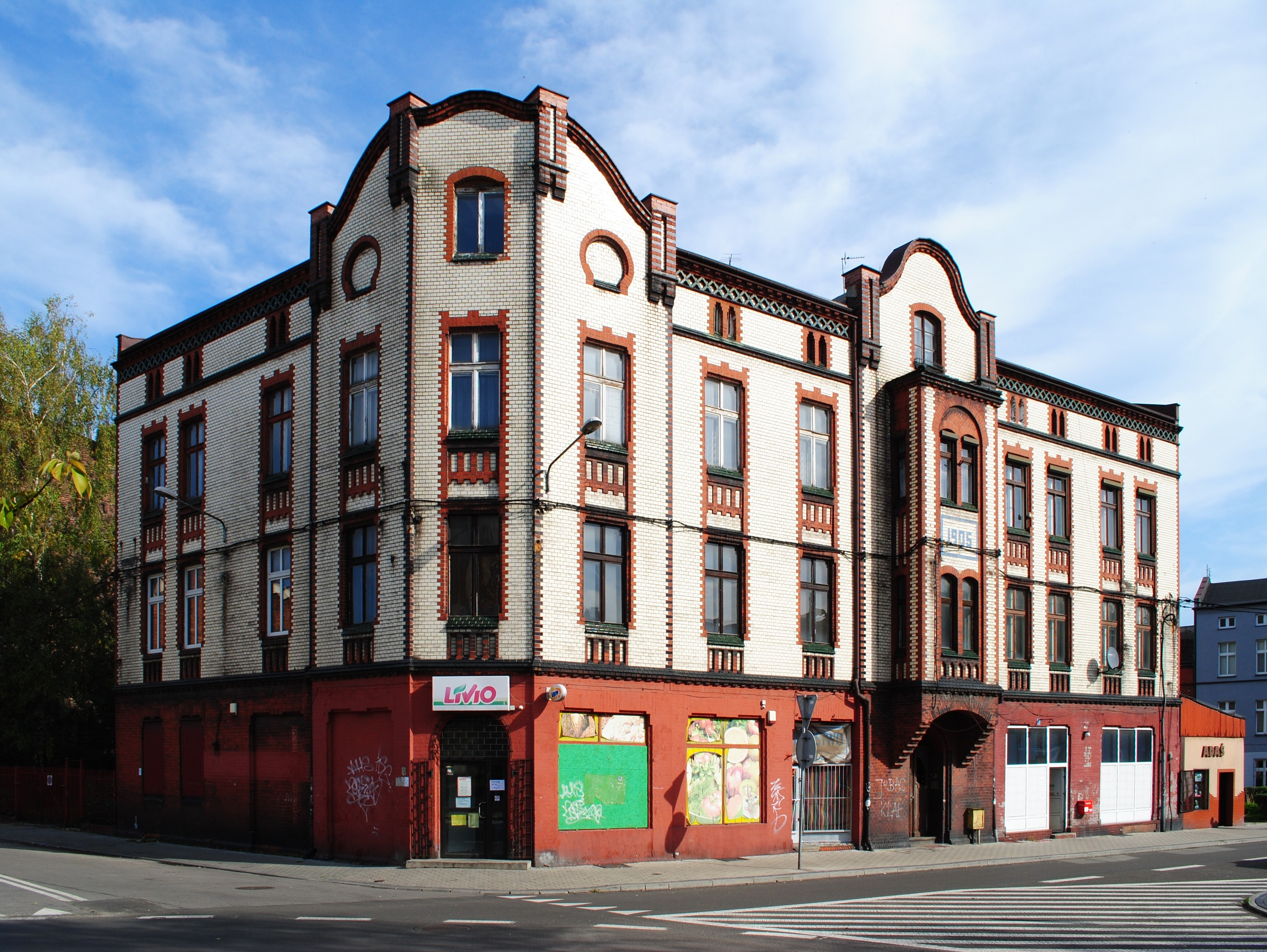
Kamienica przy ulicy Jana III Sobieskiego 13
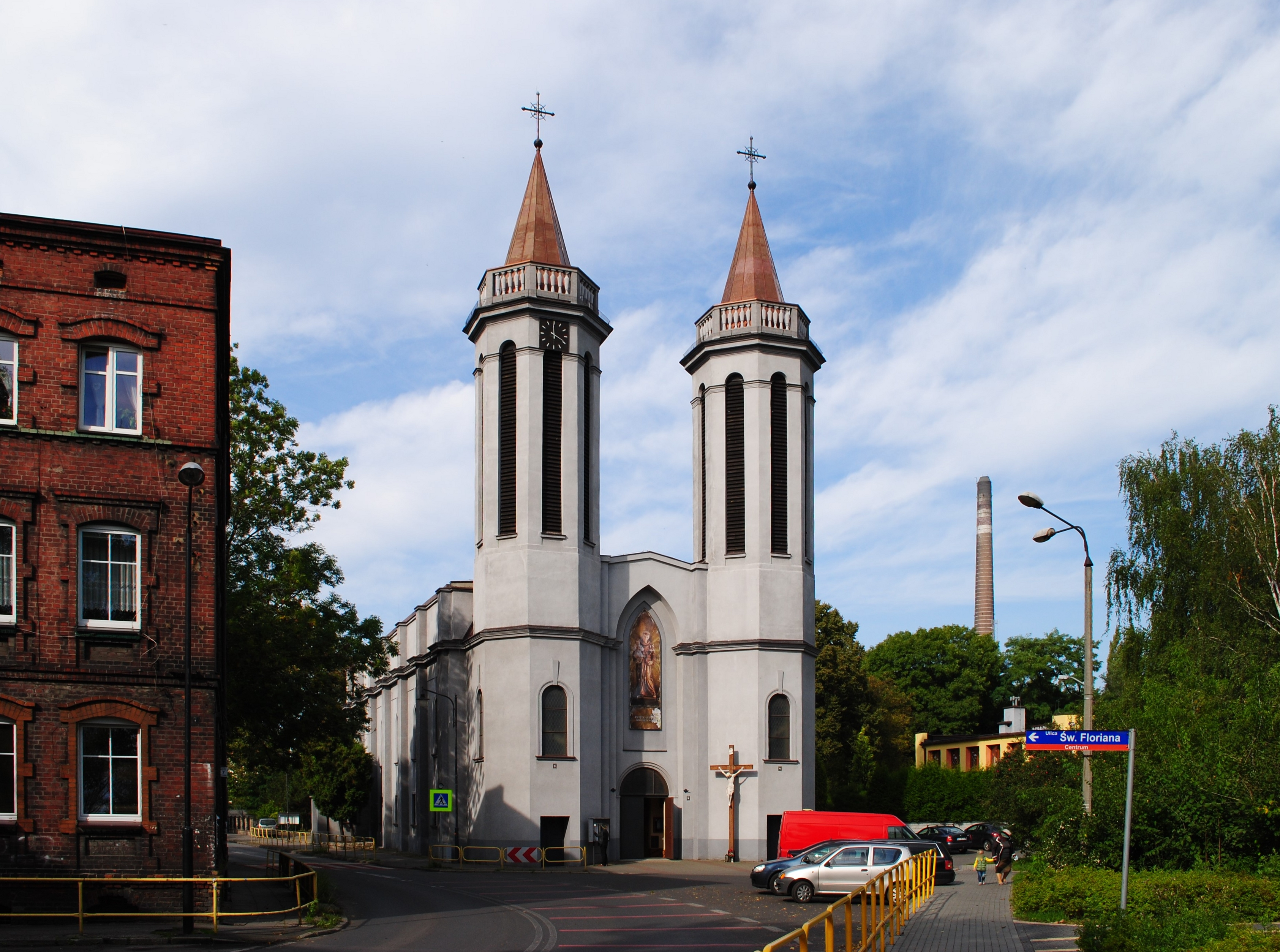
Kościół św. Antoniego z Padwy przy ulicy ks. Jana Kapicy